# 효율적 고객 응대 시스템
효율적 고객 응대 시스템(efficient Customer Response System)은 소비자 만족에 초점을 둔 공급사슬의 효율을 극대화 하기 위한 모델을 말한다. 소매점 측의판매시점 정보를 제조업체와 공유하여 제조업체가 재고상황을 점검한다. 별도 주문 없이도 적절한 시점에 납품할 수 있게 한다. 소비자 행동을 유통과 생산, 공급사슬들에 직접 연결한다. 효율적인 고객 응대 시스템을 도입하면 빠른 속도의 재고를 보충, 고객의 요구를 만족, 낮은 운영비용이 가능하다.

## 이용 사례
- 연속적인 재고 보충 시스템
- 주문조립시스템